# قلعه شیشه‌ای (فیلم)
قصر شیشه‌ای یک فیلم آمریکایی، محصول سال ۲۰۱۷ و در ژانر زندگینامه و درام به نویسندگی و کارگردانی دستین دنیل کرتون است. این فیلم بر اساس کتابی با همین نام نوشتهٔ جینت وال ساخته شده‌است.
قصر شیشه‌ای در ۱۱ اوت ۲۰۱۷ توسط لاینزگیت فیلمز منتشر شد و نظرات متفاوتی از منتقدین دریافت کرد. آنها عملکردهای بازیگران آن (خصوصاً لارسون و هارلسون) را تحسین کردند این فیلم از نظر اقتصادی یک موفقیت محسوب می‌شد و ۲۲ میلیون دلارفروش در آمریکای شمالی را فقط با ۹٫۸ میلیون دلار بودجه به دست آورد.

## خلاصه داستان
فیلم داستان دختری است که مادرش هنرمند است و پدرش فردی الکلی که می‌خواهد آزادانه زندگی کند و کار نکند و در بیابان و کوهستان زندگی کند ولی کم‌کم این مدل زندگی والدین، دختر و بقیه بچه‌ها را عاصی کرده و…

## بازیگران
- بری لارسون در نقش جینت والز
  - چندلر هد در نقش جینت والز (سن ۸ سالگی)
  - الا اندرسون در نقش جینت والز (۱۱ سالگی)
- نائومی واتس در نقش رز ماری والز
- وودی هارلسون در نقش رکس والز
- سارا اسنوک در نقش لری والز
  - اولیویا کیت رایس در نقش لری والز (سن ۱۰ سالگی)
  - سیدی سینک در نقش لری والز (سن ۱۳ سالگی)
- جاش کاراس در نقش برایان والز
  - ایان آرمیتیج در نقش برایان والز (سن ۶ سالگی)
  - چارلی شاتول در نقش برایان والز (سن ۹ سالگی)
- برجیت لاندی پین در نقش مارین والز
  - چارلی و نومی گویون در نقش فرزندان مارین والز
  - ادن گریس ردفیلد در نقش مورین والز (سن ۳ سالگی)
  - شری کروکس در نقش جوانی مورین والز
- ماکس گرینفیلد در نقش دیوید
- دومینیک بوگارت در نقش رابی
- جو پینگو در نقش عمو استنلی

## پخش
قلعه شیشه‌ای در ۱۱ اوت ۲۰۱۷ توسط لاینزگیت فیلمز منتشر شد.

### باجه بلیط فروشی
قلعه شیشه‌ای در ایالات متحده و کانادا ۲۲ میلیون دلار درآمد کسب کرد.
در آمریکای شمالی، قلعه شیشه‌ای در کنار عملیات آجیلی ۲: آجیلی اصل و آنابل: آفرینش منتشر شد و پیش‌بینی می‌شد از ۱ ۴۶۱ سالن تئاتر در آخر هفته خود حدود ۵ میلیون دلار ناخالص داشته باشد. این فیلم در روز اول خود ۱٫۷ میلیون دلار و در آخر هفته ۴٫۷ میلیون دلار ساخت و ۹مین بار در گیشه تمام شد. این فیلم در دومین هفته آخر خود ۲٫۶ میلیون دلار (افت ۴۵٫۵٪) داشته و ۱۲ به پایان رسید.

### پاسخ انتقادی

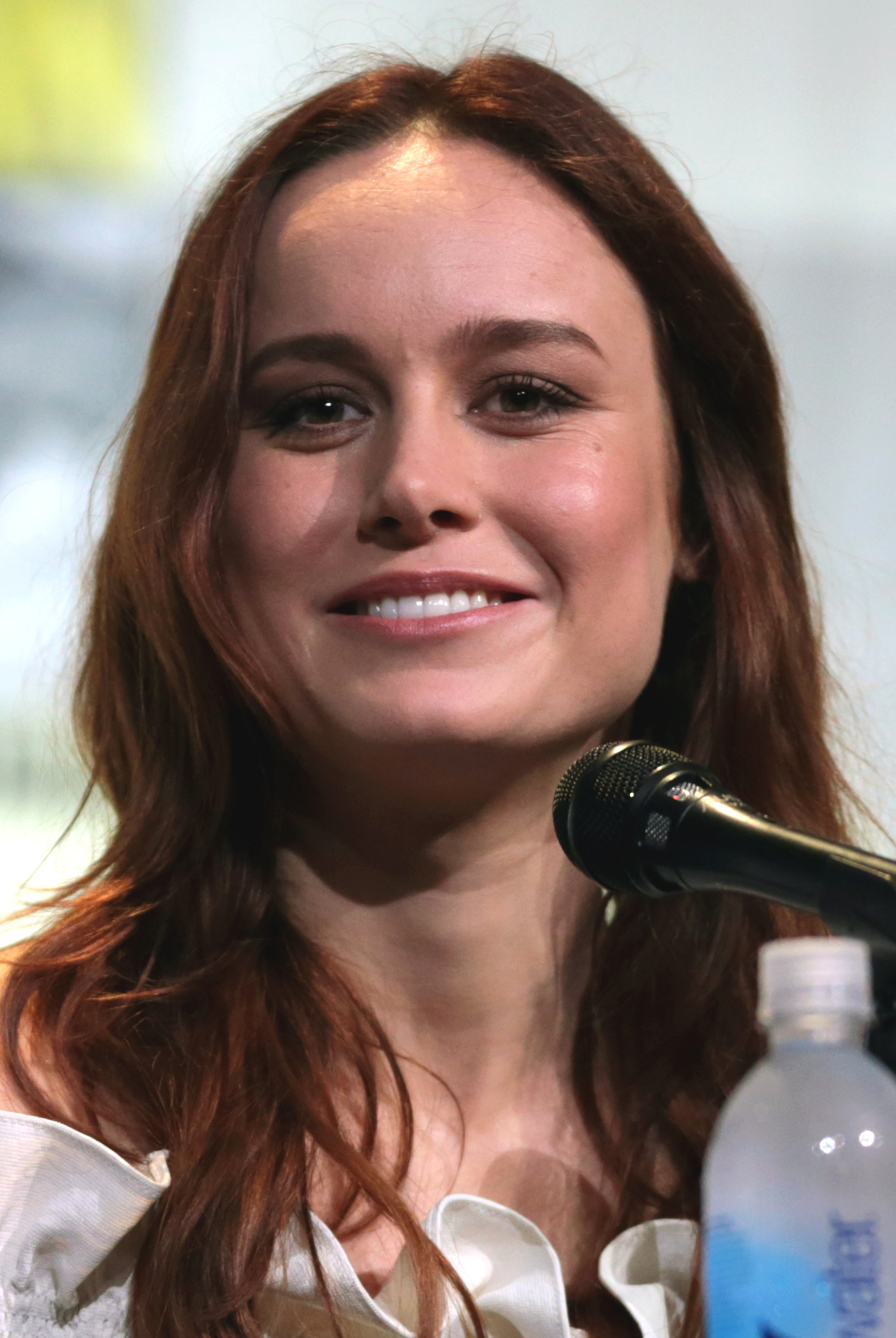
علی‌رغم نظرات متفاوت و متوسط منتقدان نسبت به فیلم، عمکلرد بری لارسون در نقش اصلی ستوده شد.